# Mark Ravitch

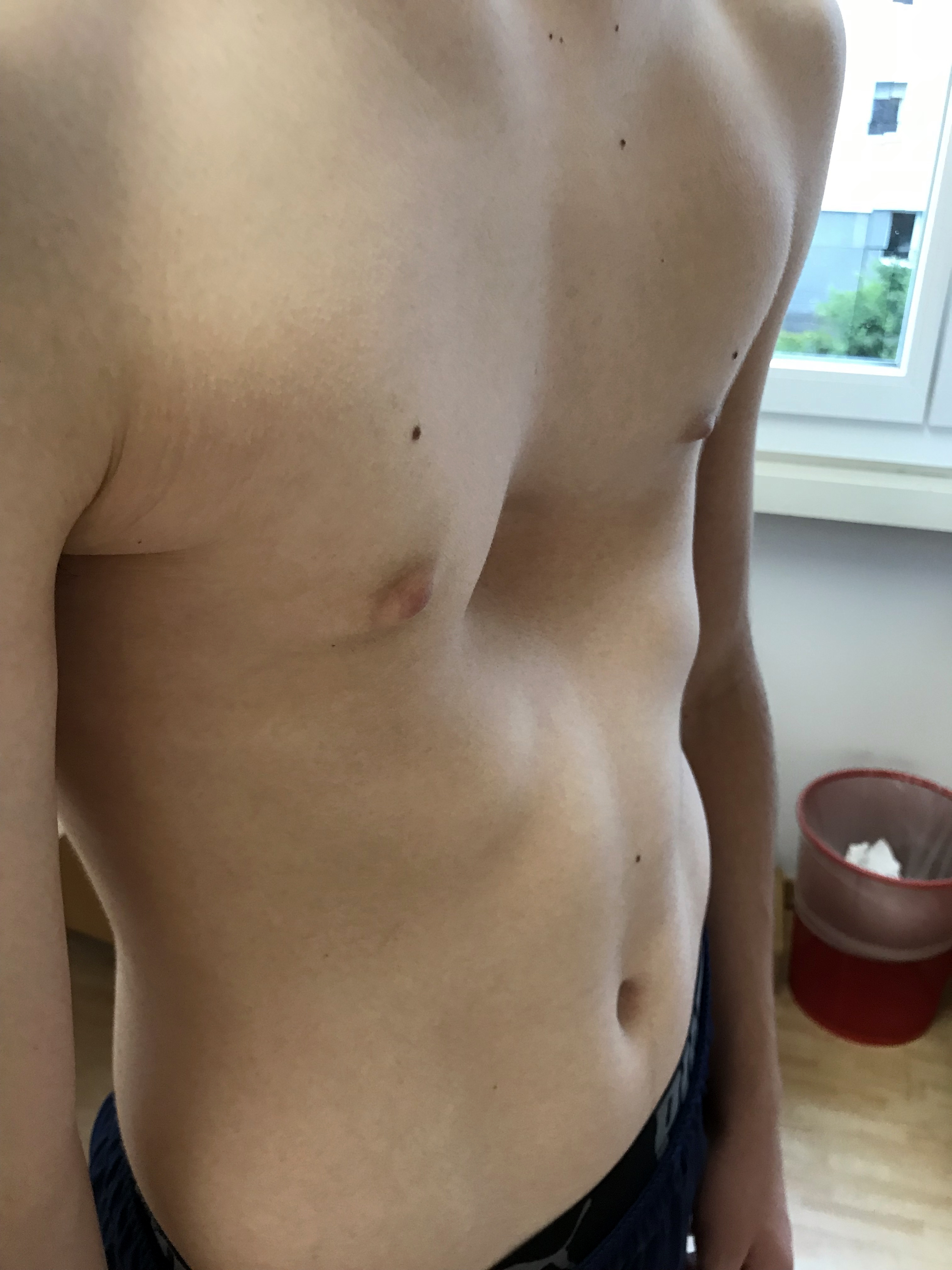
Tórax en embudo: Ravitch desarrolló la primera técnica para repararlo, en 1949.

Mark Mitchell Ravitch (Nueva York, 12 de septiembre de 1910 – Pittsburgh, 1 de marzo de 1989) fue un médico estadounidense que se especializó en cirugía y desarrolló la condroesternoplastia la primera técnica para reparar el tórax en embudo.

## Biografía
Se recibió en la Universidad de Oklahoma, donde fue miembro de la sociedad Phi Beta Kappa y se graduó con un título en zoología en 1930. Se mudó a la Universidad Johns Hopkins para especializarse en cirugía, lo completó en 1934 y obtuvo su doctorado en 1943 bajo examen de Alfred Blalock.
Se unió al Ejército de los Estados Unidos para servir en la Segunda Guerra Mundial y como mayor dirigió un equipo de cirujanos en el 56.º Hospital General de Francia.
Vivió en Pittsburgh hasta su muerte, trabajando como cirujano jefe y profesor de cirugía en la Universidad de Pittsburgh.

## Carrera
En 1949 teorizó la condroesternoplastia, la aplicó y perfeccionó en los años 1950 mientras trabajaba en el Hospital Monte Sinaí. Implica crear una incisión a lo largo del tórax, en la mujer se realiza mediante una incisión inframamaria y en el varón se realiza esternal medial, a través de la cual se extrae el cartílago y se separa el esternón. Se inserta una pequeña barra debajo del esternón para sostenerlo en la posición deseada. La barra se deja implantada hasta que el cartílago vuelve a crecer, generalmente unos seis meses. La barra se retira posteriormente en un procedimiento ambulatorio simple; Esta técnica es, por lo tanto, un procedimiento de dos etapas.
Regresó a Baltimore para retomar su papel de profesor de cirugía en Johns Hopkins y también fue nombrado cirujano en jefe de los hospitales de la ciudad. Después de visitar la Unión Soviética en 1958 y observar el uso de grapas quirúrgicas de las grapadoras bastante burdas por parte de sus cirujanos como un reemplazo que ahorra tiempo para suturar a mano, Ravitch y Félicien Steichen pasaron varios años diseñando y probando grapadoras quirúrgicas para su uso en los Estados Unidos; su diseño llegó al mercado en 1967 y eventualmente se volvería omnipresente en los quirófanos.

## Legado
Ravitch publicó 453 artículos, 101 capítulos de libros y 22 libros, y fue editor de 20 revistas médicas. Es considerado como uno de los fundadores de la subespecialidad de cirugía pediátrica y él con Félicien Steichen tienen el crédito de introducir las grapas quirúrgicas en los Estados Unidos. En 1985, la Universidad Johns Hopkins renombró la cátedra de Cirugía como Dr. Mark Ravitch.
La condroesternoplastia sigue siendo la técnica más efectiva para el tórax en embudo, corrige la deformidad asimétrica y repara la técnica de Nuss que no ha tenido éxito. Se usa en personas mayores, no se practica en niños porque es muy invasiva, donde el esternón está calcificado.